# Dia dos Pais
O Dia do Pai (em Portugal e na Europa em geral) ou Dia dos Pais (no Brasil) é uma data comemorativa que homenageia anualmente os pais. A data varia de acordo com os países. Em Portugal e na Espanha é celebrada no dia 19 de março, enquanto no Brasil é celebrado no segundo domingo de agosto. Nos Estados Unidos e na Inglaterra é celebrado no terceiro domingo de junho. Nos países ocidentais, geralmente coincide com o dia cristão em que se comemora o dia de São José, esposo da Virgem Maria e pai adotivo de Jesus Cristo.

## História

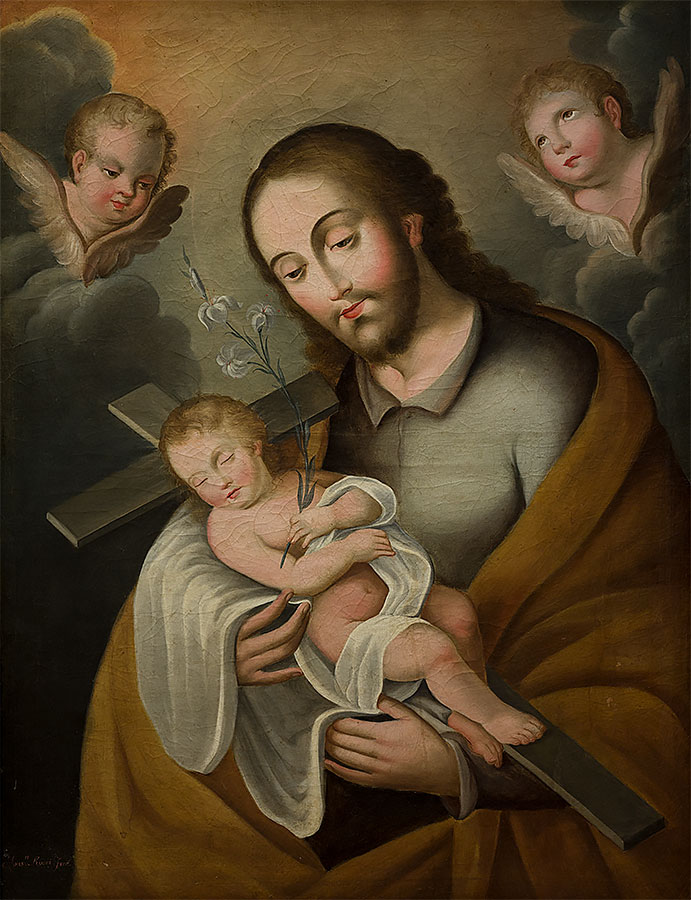
Nos países ocidentais geralmente a data coincide com a festa litúrgica de São José, o pai adotivo de Jesus Cristo

Credita-se a criação da data a uma americana chamada Sonora Smart Dodd, de Spokane, Washington, por volta de 1910. Tal ideia teria surgido enquanto ouvia um sermão no feriado do Dia das Mães e com o intuito de homenagear o seu pai. O presidente dos Estados Unidos da América, Calvin Coolidge, deu seu apoio público ao Dia dos Pais em 1924, porém, somente em 1972, o então presidente Richard Nixon, estabeleceu-o como feriado nacional.
No Brasil, é comemorado no segundo domingo do mês de agosto. No país, a implementação da data é atribuída ao publicitário Sylvio Bhering, Diretor do jornal O Globo e da Rádio Globo, com o propósito de atrair anúncios de produtos que poderiam ser dados de presente. A data escolhida foi o dia de São Joaquim, pai da Virgem Maria, sendo festejada pela primeira vez no dia 16 de agosto de 1953.
Na tradição antiga, diz-se que a data teria se originado na Babilônia há mais de quatro mil anos. Segundo os relatos, o jovem Elmesu, filho do rei Nabucodonosor, teria moldado em argila o primeiro cartão do Dia dos Pais. A partir daí, a data teria se tornado uma festa nacional. Na tradição cristã, por seu turno, a data é associada à figura de São José, um homem justo e silencioso, cuja missão de vida foi das mais sublimes: proteger, educar e amar o Filho de Deus, sendo, portanto, considerado como modelo de paternidade.

### Países que celebram no dia de São José (19 de março)
- Andorra
- Angola
- Bélgica
- Bolívia
- Cabo Verde
- Croácia
- Espanha
- Guiné-Bissau
- Honduras
- Itália
- Liechtenstein
- Marrocos
- Moçambique
- Portugal
- São Tomé e Príncipe
- Suíça italiana

### Países que celebram no terceiro domingo de junho
- Afeganistão
- África do Sul
- Albania
- Argentina
- Aruba
- Bahamas
- Bahrein
- Bangladesh
- Barbados
- Belize
- Bermuda
- Canadá
- Catar
- Chile
- Colômbia
- Costa Rica
- Curaçao
- Cuba
- Equador
- Eslováquia
- Estados Unidos
- Filipinas
- França
- Índia
- Irlanda
- Japão
- Macau
- Malásia
- Malta
- México
- Países Baixos
- Paraguai
- Peru
- Reino Unido
- Singapura
- Turquia
- Venezuela

### Países que celebram em outras datas
- Alemanha: 39 dias depois do domingo de Páscoa, no Dia da Ascensão (Christi Himmelsfahrt)
- Áustria: segundo domingo de junho
- Austrália: o primeiro domingo em setembro
- Bélgica: dia de São José (19 de março), e no segundo domingo em Junho ("Secular")
- Brasil: segundo domingo de agosto
- Bulgária: 20 de junho
- Dinamarca: 5 de junho
- República Dominicana: último domingo de junho
- Coreia do Sul: 8 de maio
- Lituânia: o primeiro domingo de junho
- Nova Zelândia: o primeiro domingo de setembro
- Noruega, Suécia, Finlândia, Estônia: segundo domingo de novembro
- Polônia: 23 de junho
- Roménia, segundo domingo de Maio
- Rússia: 23 de fevereiro
- Tailândia: 5 de dezembro, dia do nascimento do rei Bhumibol Adulyadej
- Taiwan: 8 de agosto